# سلسلة فنادق الشام
سلسلة فنادق الشام، هي مجموعة فنادق من تصنيف خمس نجوم تنتشر على امتداد الجغرافية السورية في أماكن الجذب السياحي، تديرها وتمتلكها الشركة العربية السورية للمنشآت السياحية.

### المالك
الشركة العربية السورية للمنشآت السياحية، شركة مساهمة عامة أسسها رجل الأعمال السوري الراحل عثمان العائدي بالشراكة مع القطاع العام في سورية ممثلا بوزارة السياحة.
الشركة أدرجت بسوق دمشق للأوراق المالية بوقت لاحق، رئيس مجلس إدارة الشركة الحالي هو "نعمان العائدي" وتمتلك 15 ألف مساهم.

### فنادق الشركة
فندق قصر الشام – دمشق
فندق إيبلا الشام – ريف دمشق، طريق مطار دمشق الدولي
فندق بصرى الشام – بصرى، درعا
فندق صافيتا الشام – صافيتا، طرطوس
فندق فرات الشام – مدينة دير الزور
فندق أفاميا الشام – مدينة حماه
فندق شهباء الشام – مدينة حلب
منتجع الشاطئ الازرق الدولي لبلاد الشام – مدينة اللاذقية